# اولاد جراح
اولاد جراح یک منطقهٔ مسکونی در الجزایر است که در ناحیه ثنیه واقع شده‌است. اولاد جراح ۶٫۲ کیلومتر مربع مساحت دارد ۶۳۰ متر بالاتر از سطح دریا واقع شده‌است.